# Stazione meteorologica di Capo dell'Armi
La stazione meteorologica di Capo dell'Armi è la stazione meteorologica di riferimento relativa alla zona sud della città di Reggio Calabria.

## Dati climatologici
In base alla media trentennale di riferimento climatico 1941-1970, la temperatura media dei mesi più freddi, gennaio e febbraio, si attesta a +11,9 °C; quella del mese più caldo, agosto, è di +26,1 °C.
Le precipitazioni medie annue si aggirano sui 493mm, con minimo in estate e picco in autunno-inverno
.
| Capo dell'Armi      | Mesi | Mesi | Mesi | Mesi | Mesi | Mesi | Mesi | Mesi | Mesi | Mesi | Mesi | Mesi | Stagioni | Stagioni | Stagioni | Stagioni | Anno  |
| Capo dell'Armi      | Gen  | Feb  | Mar  | Apr  | Mag  | Giu  | Lug  | Ago  | Set  | Ott  | Nov  | Dic  | Inv      | Pri      | Est      | Aut      | Anno  |
| ------------------- | ---- | ---- | ---- | ---- | ---- | ---- | ---- | ---- | ---- | ---- | ---- | ---- | -------- | -------- | -------- | -------- | ----- |
| T. max. media (°C)  | 15,3 | 15,3 | 16,6 | 18,0 | 21,3 | 24,9 | 27,1 | 28,0 | 25,2 | 21,8 | 18,1 | 16,0 | 15,5     | 18,6     | 26,7     | 21,7     | 20,6  |
| T. min. media (°C)  | 8,5  | 8,5  | 9,4  | 12,4 | 15,9 | 20,1 | 23,7 | 24,2 | 20,8 | 17,0 | 14,5 | 10,8 | 9,3      | 12,6     | 22,7     | 17,4     | 15,5  |
| Precipitazioni (mm) | 71,9 | 48,9 | 45,8 | 29,6 | 19,9 | 5,0  | 2,7  | 6,4  | 35,5 | 74,6 | 78,3 | 74,6 | 195,4    | 95,3     | 14,1     | 188,4    | 493,2 |

## Temperature estreme mensili dal 1940 al 1970
Nella tabella sottostante sono riportati i valori delle temperature estreme mensili registrate presso la stazione meteorologica dal 1940 al 1970.
| Capo dell'Armi (1940-1970) | Mesi        | Mesi               | Mesi        | Mesi        | Mesi        | Mesi        | Mesi        | Mesi        | Mesi        | Mesi        | Mesi        | Mesi        | Stagioni | Stagioni | Stagioni | Stagioni | Anno |
| Capo dell'Armi (1940-1970) | Gen         | Feb                | Mar         | Apr         | Mag         | Giu         | Lug         | Ago         | Set         | Ott         | Nov         | Dic         | Inv      | Pri      | Est      | Aut      | Anno |
| -------------------------- | ----------- | ------------------ | ----------- | ----------- | ----------- | ----------- | ----------- | ----------- | ----------- | ----------- | ----------- | ----------- | -------- | -------- | -------- | -------- | ---- |
| T. max. assoluta (°C)      | 21,8 (1962) | 22,0 (1960)        | 25,1 (1952) | 25,5 (1952) | 30,6 (1945) | 33,8 (1952) | 35,8 (1962) | 37,1 (1945) | 36,0 (1946) | 32,4 (1946) | 25,9 (1948) | 22,4 (1963) | 22,4     | 30,6     | 37,1     | 36,0     | 37,1 |
| T. min. assoluta (°C)      | −0,4 (1963) | −1,0 (1942 e 1956) | 0,6 (1963)  | 4,8 (1956)  | 8,1 (1957)  | 13,0 (1962) | 14,8 (1969) | 15,1 (1948) | 12,0 (1967) | 9,9 (1970)  | 6,3 (1955)  | 1,1 (1957)  | −1,0     | 0,6      | 13,0     | 6,3      | −1,0 |